# فرودگاه بسووتس
فرودگاه بسووتس (به روسی: Аэропорт Петрозаводск) فرودگاهی عمومی نظامی واقع در بسووتس در کشور روسیه است که توسط Ministry of Economic Development of the Reعمومی of Karelia اداره می‌شود.

## شرکت‌های هواپیمایی و مقصدهای پروازی

### مسافری
| شرکت‌های هواپیمایی | مقصدهای پروازی |
| ----------------- | -------------- |
| اس۷ ایرلاینز      | دوموده‌دوو      |